# 滝の鼻橋
滝の鼻橋（たきのはなばし）は、埼玉県ときがわ町にある都幾川の道路橋（人道橋）。土木学会選奨土木遺産。

## 概要
1923年（大正12年）に木造の橋が村費と寄付金で架橋されたが、1924年（大正13年）の洪水ですぐに流されてしまった。
翌年の1925年（大正14年）7月に山型鋼を使用した橋長21.4メートル、支間長21メートルで単径間の鋼製ワーレントラス橋梁が竣工した。橋の両詰に車止めがあり、歩行者専用の橋として利用されている。重量制限は標識で1 tとなっている。橋の橋名板は橋門の上部に設置されている。
かつては水色に塗られているが、現在はこげ茶色の塗色となっている。本橋梁は2019年（令和元年）度に土木学会選奨土木遺産に認定されている。また、土木学会による「近代土木遺産2800選Bランク（県指定文化財クラス）」にも選出されている。
2025年には築造から100年を迎えるが現役の橋として使われている。